# 平和橋自動車教習所
平和橋自動車教習所（へいわばしじどうしゃきょうしゅうじょ）は、東京都葛飾区東立石1丁目3−16にある、株式会社シグマの運営する東京都公安委員会指定の指定自動車教習所（自動車学校）である。

## 特色

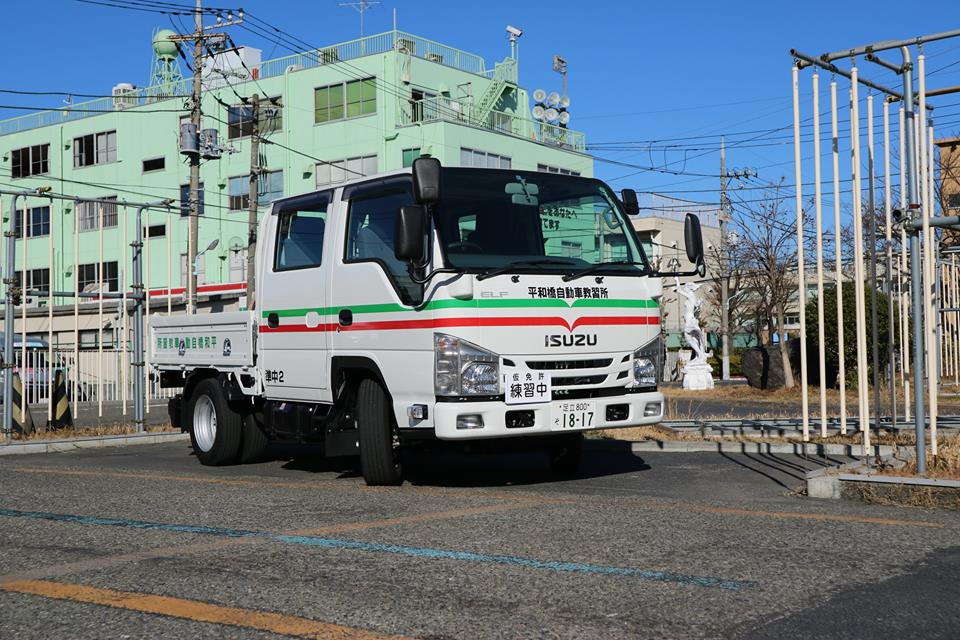
平和橋自動車教習所の準中型教習車（いすゞ・エルフ）

東京都内で唯一大型特殊自動車第二種免許、けん引第二種免許以外のすべての運転免許を取得できる東京都公安委員会指定自動車教習所。
- 普通自動車 (MT・AT)
  - マツダ教習車
- 準中型自動車
  - いすゞ・エルフ
- 中型自動車
  - いすゞ・フォワード
- 大型自動車
  - 日野・プロフィア、いすゞ・ギガ
- 小型限定普通自動二輪車
  - MT : ホンダ・CB125T
  - AT : スズキ・アドレスV125、ホンダ・リード125
- 普通自動二輪車
  - MT : ホンダ・CB400SF
  - AT : スズキ・スカイウェイブ400
- 大型自動二輪車
  - MT : ホンダ・NC750L
  - AT : スズキ・スカイウェイブ650
- 牽引自動車
  - いすゞ・フォワード
- 大型特殊自動車
  - コマツ・WA100ホイールローダ
- 普通二種 (MT・AT)
  - マツダ教習車、マツダ・アクセラ
- 中型二種
  - いすゞ・エルガミオ
- 大型二種
  - いすゞ・エルガ

また、全国で数少ない二種免許を取得する際に免許経歴を1年短縮することができる旅客自動車教習も実施している。
第一コースと第二コースで道路を横断するため、仮運転免許証なしでそれぞれのコースへ移動する際は指導員が運転する。その為、路上教習のないけん引車もナンバープレートが付いている。また、自動二輪車の場合はエンジンを切り、押して道路を横断する。

## アクセス
- 京成押上線京成立石駅より徒歩10分
- JR常磐線・東京メトロ千代田線綾瀬駅より京成タウンバス新小51系統で「川端小学校」停留所下車
- 送迎バス
  - JR総武線新小岩駅
  - JR常磐線亀有駅
  - 京成本線・京成押上線堀切菖蒲園駅、堀切菖蒲園駅、青砥駅
  - 京成押上線・都営地下鉄浅草線・東京メトロ半蔵門線・東武伊勢崎線（東武スカイツリーライン）押上駅
  - JR常磐線・東京メトロ千代田線・東武伊勢崎線（東武スカイツリーライン）・首都圏新都市鉄道つくばエクスプレス北千住駅
  - 東武伊勢崎線（東武スカイツリーライン）曳舟駅、とうきょうスカイツリー駅、牛田駅、東武亀戸線小村井駅
  - 都営地下鉄浅草線本所吾妻橋駅

## 東京クレーン学校
平和橋自動車教習所に併設されている学校である。クレーン・デリック運転士、移動式クレーン運転士、フォークリフト運転者、玉掛作業者などの各国家資格（免許）取得のための講習が受けられる。

## 外部サイト
- 平和橋自動車教習所